# ディール・バラフ県
ディール・バラフ県 (アラビア語: محافظة دير البلح Muḥāfaẓat Dayr al Balaḥ)は、パレスチナ自治区のガザ地区中部の県。
県都はディール・バラフ。
2014年7月1日の人口は25万5700人で、ガザ地区の14.5%を占め、5県中4位。
面積は58km²で、ガザ地区の15.9%を占め、5県中最小。
人口密度は4408.6人/km²。

## 人口
- 1997年12月10日：14万7877人
- 2007年12月1日：20万5535人
- 2014年7月1日：25万5700人

## 隣接県
- 北：ガザ県
- 東：南部地区
- 南：ハーン・ユーニス県
- 西：地中海

## 主要都市・難民キャンプ
人口は2014年7月1日の値。
- ヌセイラート（英語版）：8万600人(難民キャンプを含む)
- ディール・バラフ（英語版）：7万5700人(県都) (難民キャンプを含む)
- ブレイジュ（英語版）：4万2100人(難民キャンプを含む)
- マガージー（英語版）：2万8100人(難民キャンプを含む)
- アッ・ザワーイダ（英語版）：2万1100人